# Автофокус

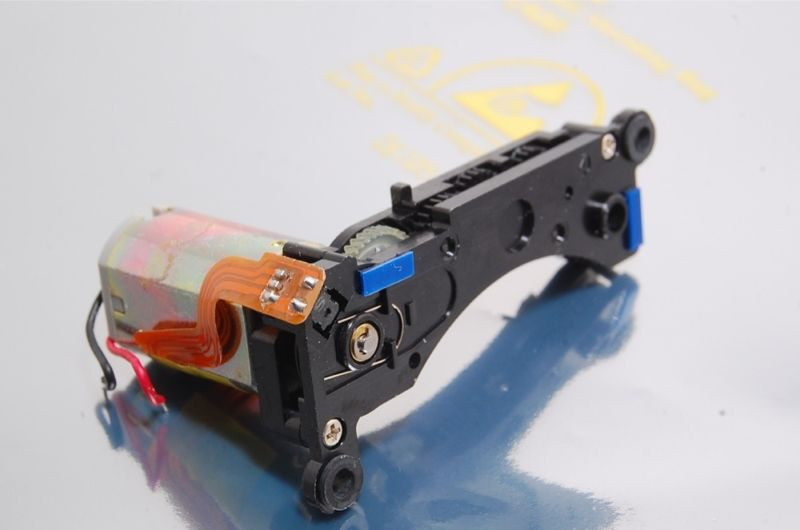
Привід автофокуса фотоапарата Nikon D70

Автофокус — система, котра здійснює фокусування оптичного блоку об'єктиву для отримання чіткого фотографічного зображення.
Для того, щоб позначити автофокусування в фотокамері зазвичай використовується абревіатура AF. Наведення оптичної системи на різкість здійснюється моторним приводом. Розрізняють два види автофокусування: активне (ультразвукове, інфрачервоне) й пасивне (фазове, контрастне).
В сучасних фотокамерах використовуються інтелектуальні алгоритми роботи систем автофокусу. Зазвичай вони призначені для того, щоб знімати рухомі об'єкти, складність цього складається в тому, що з моменту наведення на різкість і до моменту фотографування проходить деякий час і об'єкт може зникнути з площини наведення на різкість. Для розв'язання цієї проблеми вигадали спеціальний режим роботи автофокусу. В цьому режимі система безперервно стежить за положенням об'єкта й тримає його в фокусі. Але при довготривалому використанні цього режиму доволі швидко розряджається батарея фотокамери. Цей режим підтримує багато сучасних дзеркальних камер, але у різних виробників він називається по-різному: у Canon — Al Servo, у Nikon — Continuous servo AF.